# Kyparissos
Kyparissos (Oudgrieks Κυπάρισσος - cipres), of Cyparissus (Latijn) is een figuur uit de Griekse mythologie. Hij woonde op het eiland Keos en was een geliefde van de god Apollon. De bekendste overlevering van de mythe wordt wellicht vertolkt door P. Ovidius Naso. Hij beschrijft de bijzondere band van de mooie jongen Kyparissos met een mythisch hert, dat in de wouden rond Cartheia leeft. Het dier is tam en Kyparissos is erg op hem gesteld. Op een middag is de jongen aan het jagen en werpt zijn speer naar een hert dat in het schaduwrijke lommer aan het rusten is. Het blijkt zijn lievelingshert te zijn. Kyparissos is, ondanks Apollo's talloze pogingen, ontroostbaar en smeekt de god hem voor eeuwig te laten rouwen. Apollo verandert hem daarop met pijn in het hart in een cipres, het symbool van de rouw.

## Afbeeldingen

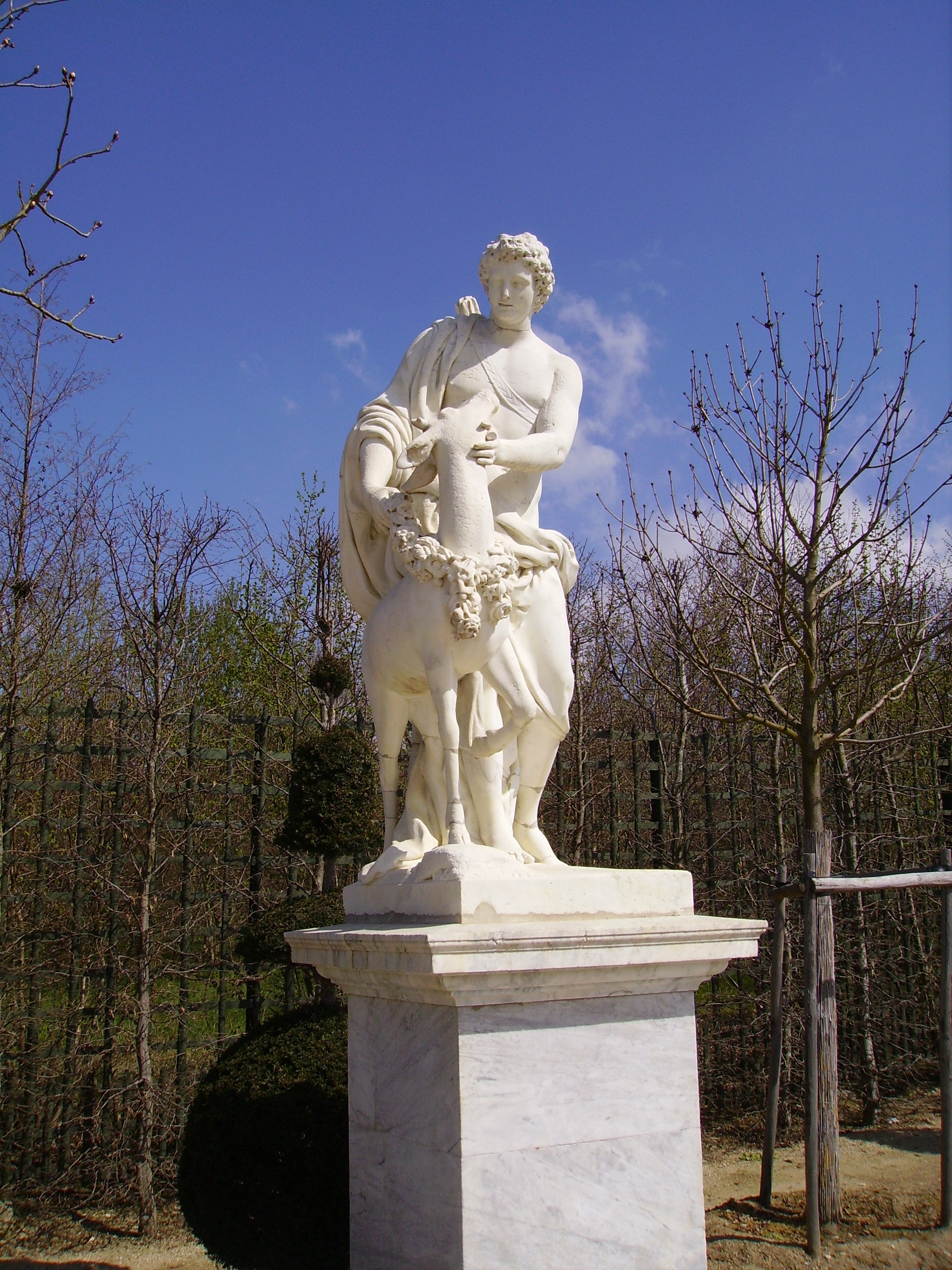
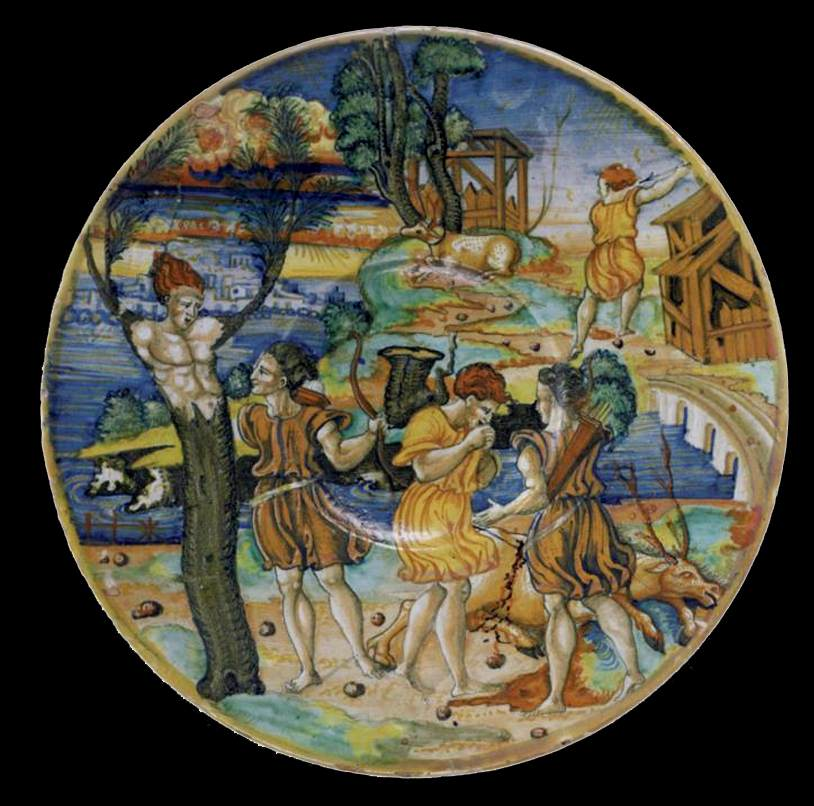
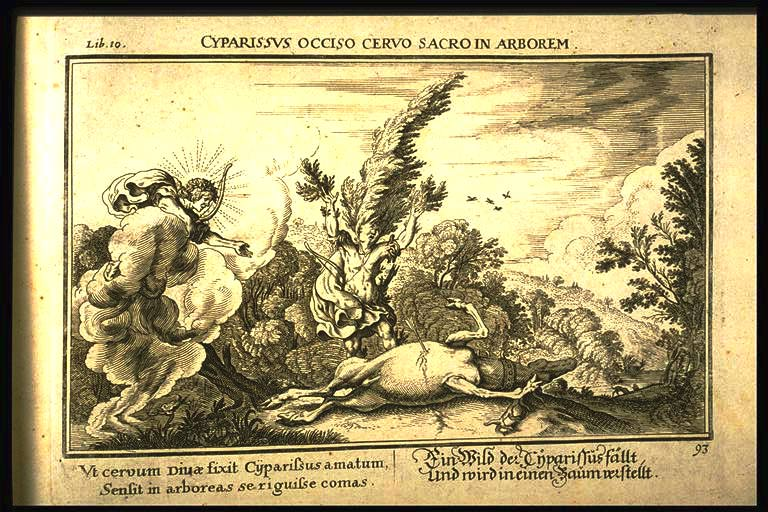
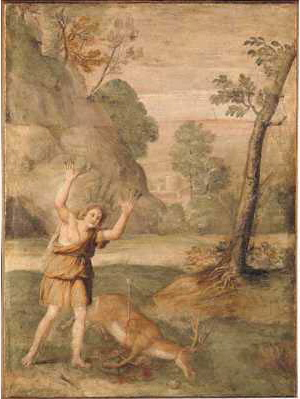